# نهمین جشنواره بین‌المللی فیلم مسکو
نهمین جشنواره بین‌المللی فیلم مسکو (انگلیسی: 9th Moscow International Film Festival)
از ۱۰ تا ۲۳ ژوئیه ۱۹۷۵ در مسکو برگزار شد. که سه جایزه طلا به فیلم‌های سرزمین سرزمین موعود، درسو اوزالا و ما یکدیگر را بسیار زیاد دوست داریم داده‌شد.